# هان يوي
هان يوي (بالصينية: 韩悦) هي لاعبة كرة الريشة صينية، ولدت في 18 نوفمبر 1999 في زهانغزهو في الصين.

## وصلات خارجية
- هان يوي على موقع BWF.tournamentsoftware.com (الإنجليزية)
- هان يوي على موقع BWFbadminton.com (الإنجليزية)